# 피터 맥닐
피터 맥닐(Peter MacNeill, 출생 미상 ~ )은 캐나다의 배우이다.

## 출연 작품
- 쉬 네버 다이 (2019년) - 가드프리 역
- 언 오디언스 오브 체어스 (2018년)
- 카디널스 (2017년)
- 리그레션 (2015년) - 클리브랜드 역
- 트루 러브 (2013년)
- 존 A.: 버스 오브 어 컨츄리  (2011년)
- 백 오브 본즈 (2011년)
- 콜 미 피츠 (2010년)
- 더 굿 위치스 기프트 (2010년)
- 씨 울프 (2009년)
- 레슬리, 내 이름은 악마 (2009년) - 판사 역
- 크라이 오브 더 아울 (2009년)
- 메이어소어프 (2008년)
- 킷 킷트릿지: 아메리칸 걸 (2008년)
- 썸씽 비니스 (2007년)
- 스톤 엔젤 (2007년) - 제이슨 큐리 역
- 톡 투 미 (2007년)
- 마쉬 (2006년)
- 넥스트 도어 (2006년)
- 폭력의 역사 (2005년) - 샘 카니 보안관 역
- 신데렐라 맨 (2005년)
- H2O (2004년)
- 사운더 (2003년)
- 워드 오브 오너 (2003년)
- 오픈 레인지 (2003년)
- 케이브맨 (2001년)
- 다이아몬드를 쏴라 (2001년)
- 프리퀀시 (2000년) - 버치 포스터 역
- 로리 잭슨 스토리 (1999년)
- 레저렉션 (1999년)
- 센트리 스톰 (1999년)
- 도그 파크 (1998년)
- 사이먼 버치 (1998년)
- 공중 정원 (1997년)
- 수수께끼 (1996년)
- 노 프로텍트 (1996년)
- 크래쉬 (1996년) - 콜린 시그레이브 역
- 미스트라이얼 (1996년)
- 버터박스 베이비스 (1995년)
- 핑크빛 살인 (1995, A Vow to Kill)
- 분리 인간 (1991년)
- 스텔라 (1990년)
- 이중 살인 (1989년)
- 레니게이드 (1989년)
- 캡틴 파워 (1987년)
- 쌍둥이 에디슨 (1982년)

### 텔레비전
- 퀴어 애즈 포크 (2002-05)
- 루키 블루 (2010-15)
- 굿 위치 (2015-17, Good Witch)